# إيمي كاسل
إيمي كاسل (بالإنجليزية: Amy Castle)‏ هي عالمة حشرات نيوزيلندية، ولدت في 9 مايو 1880 في نيوزيلندا، وتوفيت في 23 فبراير 1971 في ديفون في المملكة المتحدة.